# Монтичело (Рим)
Монтичело је насеље у Италији у округу Рим, региону Лацио.
Према процени из 2011. у насељу је живело 267 становника. Насеље се налази на надморској висини од 300 м.